# Wincenty Prusimski
Wincenty Ostroróg z Kolna Prusimski herbu Nałęcz (ur. 1760 lub 1753, zm. 14 września 1814 w Sędzinach) – polski ziemianin, starosta obornicki.

## Życiorys
Wywodził się z gniazda rodowego Prusimskich – Prusimia. Był dziedzicem dóbr gorajskich, w tym majątków Mniszki i Tuczępy. W 1783 ożenił się z dwudziestoletnią Katarzyną Chłapowską herbu Dryja. Wniosła ona do rodziny, jako wiano, majątek Sędziny, gdzie oboje mieszkali. Mieli czwórkę dzieci (Urszulę, która była żoną Adama Turno, Franciszkę, Antoninę i Maksymiliana). Zmarł na febrę i został pochowany 17 września 1814 w kościele franciszkańskim w Woźnikach (podobnie jego żona, zmarła 14 sierpnia 1825 w Poznaniu, fundatorka małżeńskiego nagrobka).
Był kawalerem Orderu Świętego Stanisława.